# Franjevački samostan u Veseloj Straži
Franjevački samostan u Veseloj Straži. U ovom kraju franjevci djeluju ovdje od vremena bosanske samostalnosti. Ima pokazatelja da je u 15. stoljeću u Veseloj Straži (danas Vesela kod Bugojna) postojao franjevački samostan, što jasno ukazuje na dugi kontinuitet franjevačke nazočnosti.
Kod konzerviranih ostataka srednjovjekovne crkve gradit će se od svibnja 2018. nova crkva.